# Bombardement de la colonne de réfugiés d'Irpin
Le bombardement de la colonne de réfugiés d'Irpin survient le 6 mars 2022 de 9 h 30 à 14 h 0, heure locale, lorsque les forces armées russes bombardent sans discrimination et à plusieurs reprises un carrefour à Irpin que des centaines de civils empruntent pour fuir vers Kiev. Le bombardement fait partie d'un assaut contre Irpin, lors de l'invasion russe de l'Ukraine en 2022. Huit civils sont tués. Parmi eux se trouve une famille de quatre personnes qui est tuée par un tir de mortier,.

## Bombardement
Human Rights Watch (HRW) observe qu'il y a une douzaine de membres des forces de sécurité ukrainiennes à l'intersection, mais qu'ils sont largement moins nombreux que les centaines de civils parmi eux et que les forces russes ont tiré des projectiles explosifs précisément à l'intersection, à plusieurs reprises toutes les dix minutes. HRW affirme que « les forces russes ont violé leurs obligations en vertu du droit international humanitaire de ne pas mener d'attaques aveugles ou disproportionnées qui nuisent aux civils, et n'ont pas pris toutes les mesures possibles pour éviter les pertes civiles »[réf. souhaitée].
Les journalistes du New York Times sur place confirment que les forces ukrainiennes tirent des obus de mortier en direction des forces russes depuis une position militaire à environ 180 mètres de l'intersection. HRW déclare également : « Les forces ukrainiennes ont également l'obligation de prendre toutes les précautions possibles pour éviter ou minimiser les dommages aux civils. Ces précautions consistent notamment à éviter d'opérer à partir d'une zone où se trouvent des civils et des biens civils et à empêcher les civils d'entrer dans les zones d'hostilités actives »[réf. souhaitée].
HRW conclut que les deux parties à ce conflit ont l'obligation de prendre toutes les mesures possibles pour éviter de blesser les civils et de permettre à la population civile d'évacuer en toute sécurité. Selon l'organisation, les enquêtes internationales doivent envoyer un message aux responsables d'attaques imprudentes et aveugles en leur rappelant qu'ils pourraient un jour faire face à la justice[réf. souhaitée].